# Рипањ
Рипањ је насеље у Градској општини Вождовац у Граду Београду. Према попису из 2022. било је 10.084 становника.
Налази се 15 километара јужно од Београда у подножју планине Авале. Кроз село пролазе три пруге (Београд-Ниш, Београд-Ниш преко Мале Крсне и Београд-Бар).

## Историја
Своје име Рипањ је, највероватније добио по великој стени Рипи. Још у доба Римљана у Рипњу је вађена руда живе и сребро. Касније су ове крајеве посећивали и Саси у потрази за овим рудама, а у новијој историји је и Ђорђе Вајферт имао значајна рудна поља у Рипњу. Из Рипња је био и Михаило Берисављевић, учитељ који је за време Чарапићеве буне (1826) писао памфлете против кнеза Милоша Обреновића. Овде се налази Археолошко налазиште Чаршија Рипањ.
Прва школа у Рипњу је отворена 1824. године. Прва црква брвнара, уз одобрење Кнеза Милоша, саграђена је, такође, 1824. године. Године 1892. стару цркву брвнару је заменила данашња велелепна црква посвећена Светој Тројици. У Рипњу тренутно постоје две школе: „Војвода Путник“ и „Вук Караџић“ (са засеоцима у Брђанима и Прњавору).
Указом Краља од 23. августа 1923. године насеље је добило статус варошице.

## Духовни центри
Овде се налазе Црква Свете Тројице у Рипњу и Манастир Дробњаци. Манастир је посвећен икони Пресвете Богородице »Тројеручица« чије име и носи. Налази се у засеоку Дробњаци надомак Рипња, између Авале и Парцанског виса/Раље, у близини железничке постаје, у ваздушној линији 25 km од центра Београда, путем 35 km.

## Прњавор
Прњавор је заселак Рипња, у подножју планине Авале.
Налази се 20 километара јужно од Београда. Са Београдом је повезан Беовозом, Ластом као ГСП-ом линијом број 408. У центру Прњавора се налази основна школа „Вук Караџић“. У близини се налази језеро Трешња које је на територији насеља Мала Иванча, на језеру је сниман филм Маратонци трче почасни круг и серијал Сложна браћа. У самом Прњавору, у близини кафане „Бело јагње“ је сниман филм Сиви камион црвене боје. У близини Прњавора тачније у засеоку Пећине снимљен део серије Грех њене мајке као и део серије Љубише Самарџића Мирис кише на Балкану.

## Привреда
На територији Рипња се налази и фабрика електроопреме „Минел“ са своја три погона.
Овде се налазе железничке станице: Железничка станица Рипањ, Железничка станица Клење, Железничка станица Рипањ Тунел, Железничка станица Бела река и Железничка станица Липе.

## Градски саобраћај
До насеља се дневним линијама гсп-а може стићи:
- Линија 403 Вождовац — Зуце[1]
- Линија 404 Бела Река — Трешња /Окретница/[2]
- Линија 405 Вождовац — Глумчево брдо[3]
- Линија 405Л Глумчево брдо — Ненадовац — Караула — Барајево — Караула — Глумчево брдо[4]
- Линија 407 Вождовац — Бела Река[5]
- Линија 407Л Бела Река — Стара Липовица — Требеж /Окретница/[6]
- Линија 408 Вождовац — Раља /Друмине/[7]
- Линија 534 Церак Виногради — Рипањ /Гробље/[8]

## Демографија
У насељу Рипањ живи 8.602 пунолетна становника, а просечна старост становништва износи 39,9 година (38,8 код мушкараца и 41,1 код жена). У насељу има 3.640 домаћинстава, а просечан број чланова по домаћинству је 2,95.
Ово насеље је великим делом насељено Србима (према попису из 2002. године), а у последња три пописа, примећен је пораст у броју становника.
Године 1863. у селу је било 1.839 становника са 378 пореских глава, а 1921. 5.012 становника.
|  |

| Демографија | Демографија | Демографија |
| Година      | Становника  | Становника  |
| ----------- | ----------- | ----------- |
| 1948.       | 7.475       |             |
| 1953.       | 8.255       |             |
| 1961.       | 10.533      |             |
| 1971.       | 10.673      |             |
| 1981.       | 10.463      |             |
| 1991.       | 10.571      | 10.320      |
| 2002.       | 10.741      | 11.020      |

| Етнички састав према попису из 2002.‍ | Етнички састав према попису из 2002.‍ | Етнички састав према попису из 2002.‍ | Етнички састав према попису из 2002.‍ | Етнички састав према попису из 2002.‍ |
| ------------------------------------ | ------------------------------------ | ------------------------------------ | ------------------------------------ | ------------------------------------ |
|                                      |                                      |                                      |                                      |                                      |
| Срби                                 | Срби                                 |                                      | 10.320                               | 96,08%                               |
| Роми                                 | Роми                                 |                                      | 94                                   | 0,87%                                |
| Македонци                            | Македонци                            |                                      | 32                                   | 0,29%                                |
| Црногорци                            | Црногорци                            |                                      | 21                                   | 0,19%                                |
| Југословени                          | Југословени                          |                                      | 13                                   | 0,12%                                |
| Хрвати                               | Хрвати                               |                                      | 9                                    | 0,08%                                |
| Муслимани                            | Муслимани                            |                                      | 8                                    | 0,07%                                |
| Мађари                               | Мађари                               |                                      | 8                                    | 0,07%                                |
| Бугари                               | Бугари                               |                                      | 8                                    | 0,07%                                |
| Албанци                              | Албанци                              |                                      | 5                                    | 0,04%                                |
| Словенци                             | Словенци                             |                                      | 4                                    | 0,03%                                |
| Руси                                 | Руси                                 |                                      | 3                                    | 0,02%                                |
| Словаци                              | Словаци                              |                                      | 2                                    | 0,01%                                |
| Румуни                               | Румуни                               |                                      | 2                                    | 0,01%                                |
| Украјинци                            | Украјинци                            |                                      | 1                                    | 0,00%                                |
| непознато                            | непознато                            |                                      | 188                                  | 1,75%                                |

| \| \| м \| \| \| ж \| \| ? \| 42 \| \| \| 48 \| \| 80+ \| 54 \| \| \| 114 \| \| 75—79 \| 122 \| \| \| 174 \| \| 70—74 \| 271 \| \| \| 322 \| \| 65—69 \| 334 \| \| \| 374 \| \| 60—64 \| 263 \| \| \| 314 \| \| 55—59 \| 276 \| \| \| 280 \| \| 50—54 \| 454 \| \| \| 399 \| \| 45—49 \| 480 \| \| \| 494 \| \| 40—44 \| 361 \| \| \| 367 \| \| 35—39 \| 317 \| \| \| 309 \| \| 30—34 \| 346 \| \| \| 319 \| \| 25—29 \| 371 \| \| \| 348 \| \| 20—24 \| 392 \| \| \| 353 \| \| 15—19 \| 383 \| \| \| 332 \| \| 10—14 \| 324 \| \| \| 317 \| \| 5—9 \| 310 \| \| \| 264 \| \| 0—4 \| 256 \| \| \| 257 \| \| Просек : \| 38,8 \| \| \| 41,1 \| |      |  |  |      |
| |      |  |  |      |
| | м    |  |  | ж    |
| ? | 42   |  |  | 48   |
| 80+ | 54   |  |  | 114  |
| 75—79 | 122  |  |  | 174  |
| 70—74 | 271  |  |  | 322  |
| 65—69 | 334  |  |  | 374  |
| 60—64 | 263  |  |  | 314  |
| 55—59 | 276  |  |  | 280  |
| 50—54 | 454  |  |  | 399  |
| 45—49 | 480  |  |  | 494  |
| 40—44 | 361  |  |  | 367  |
| 35—39 | 317  |  |  | 309  |
| 30—34 | 346  |  |  | 319  |
| 25—29 | 371  |  |  | 348  |
| 20—24 | 392  |  |  | 353  |
| 15—19 | 383  |  |  | 332  |
| 10—14 | 324  |  |  | 317  |
| 5—9 | 310  |  |  | 264  |
| 0—4 | 256  |  |  | 257  |
| Просек : | 38,8 |  |  | 41,1 |

| Година пописа     | 1948. | 1953. | 1961. | 1971. | 1981. | 1991. | 2002. |
| ----------------- | ----- | ----- | ----- | ----- | ----- | ----- | ----- |
| Број домаћинстава | 1.593 | 1.892 | 2.840 | 3.043 | 3.109 | 3.198 | 3.640 |

| Број чланова      | 1   | 2   | 3   | 4   | 5   | 6   | 7  | 8  | 9 | 10 и више | Просек |
| ----------------- | --- | --- | --- | --- | --- | --- | -- | -- | - | --------- | ------ |
| Број домаћинстава | 687 | 980 | 637 | 807 | 319 | 148 | 36 | 20 | 3 | 3         | 2,95   |

| Пол    | Укупно | Неожењен/Неудата | Ожењен/Удата | Удовац/Удовица | Разведен/Разведена | Непознато |
| ------ | ------ | ---------------- | ------------ | -------------- | ------------------ | --------- |
| Мушки  | 4.466  | 1.305            | 2.827        | 187            | 133                | 14        |
| Женски | 4.547  | 795              | 2.793        | 761            | 192                | 6         |
| УКУПНО | 9.013  | 2.100            | 5.620        | 948            | 325                | 20        |

| Пол    | Укупно                    | Пољопривреда, лов и шумарство | Рибарство                            | Вађење руде и камена | Прерађивачка индустрија       |
| ------ | ------------------------- | ----------------------------- | ------------------------------------ | -------------------- | ----------------------------- |
| Мушки  | 2.078                     | 47                            | 0                                    | 0                    | 724                           |
| Женски | 1.387                     | 51                            | 1                                    | 0                    | 304                           |
| Укупно | 3.465                     | 98                            | 1                                    | 0                    | 1.028                         |
|        |                           |                               |                                      |                      |                               |
| Пол    | Производња и снабдевање   | Грађевинарство                | Трговина                             | Хотели и ресторани   | Саобраћај, складиштење и везе |
| Мушки  | 51                        | 147                           | 250                                  | 46                   | 435                           |
| Женски | 1                         | 25                            | 246                                  | 49                   | 91                            |
| Укупно | 52                        | 172                           | 496                                  | 95                   | 526                           |
|        |                           |                               |                                      |                      |                               |
| Пол    | Финансијско посредовање   | Некретнине                    | Државна управа и одбрана             | Образовање           | Здравствени и социјални рад   |
| Мушки  | 8                         | 55                            | 77                                   | 33                   | 48                            |
| Женски | 26                        | 59                            | 54                                   | 102                  | 296                           |
| Укупно | 34                        | 114                           | 131                                  | 135                  | 344                           |
|        |                           |                               |                                      |                      |                               |
| Пол    | Остале услужне активности | Приватна домаћинства          | Екстериторијалне организације и тела | Непознато            | Непознато                     |
| Мушки  | 68                        | 0                             | 1                                    | 88                   | 88                            |
| Женски | 50                        | 2                             | 0                                    | 30                   | 30                            |
| Укупно | 118                       | 2                             | 1                                    | 118                  | 118                           |